# Tanai (kommun i Burma)
Tanai är en kommun i Myanmar. Den ligger i delstaten Kachin och distriktet Myitkyina i den norra delen av landet. Antalet invånare i kommunen utgjorde 60 019 vid folkräkningen 2014.
Tanai har ett sub-township benämnt Shinbwayyan som hade 11 453 invånare vid folkräkningen 2014.